# Syzygium cumini
El jambul o jambolán,  Syzygium cumini,  es una especie de planta fanerógama perteneciente a la familia de las mirtáceas y es oriunda de la región del Indostán. En Venezuela recibe el nombre de pésjua extranjera. En Filipinas se llama duhat y lumboi.

## Distribución

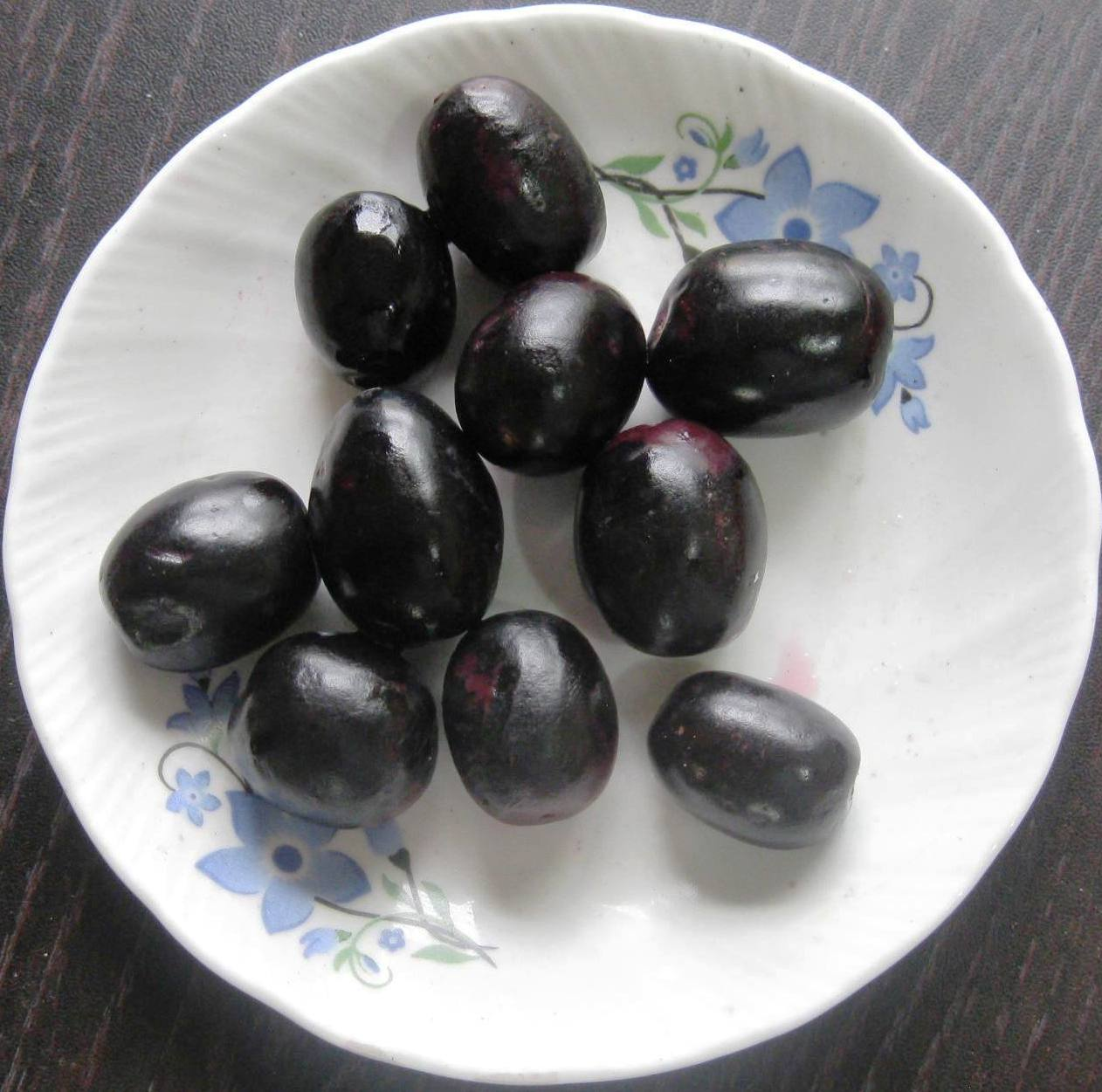
Jambul frutas

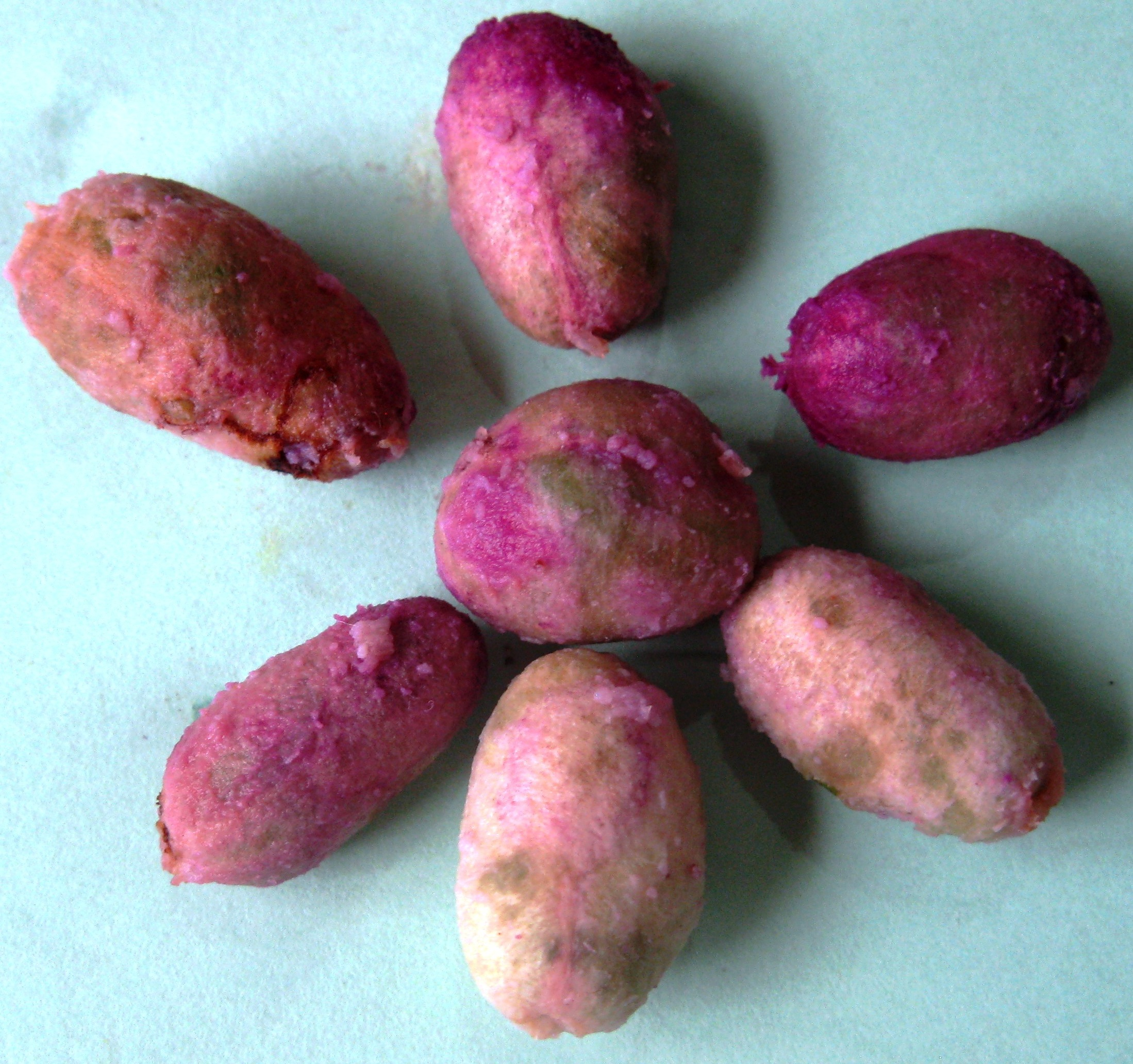
Jambul semillas

Es nativa de la India, Sudeste de Asia y Australia, es común como planta ornamental en jardines tropicales.

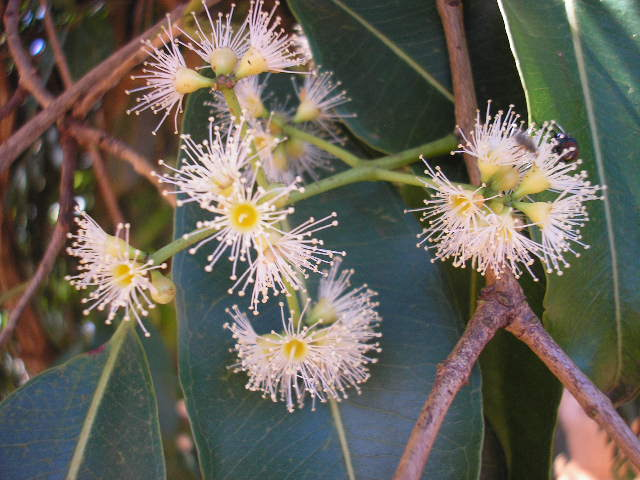
Flores.

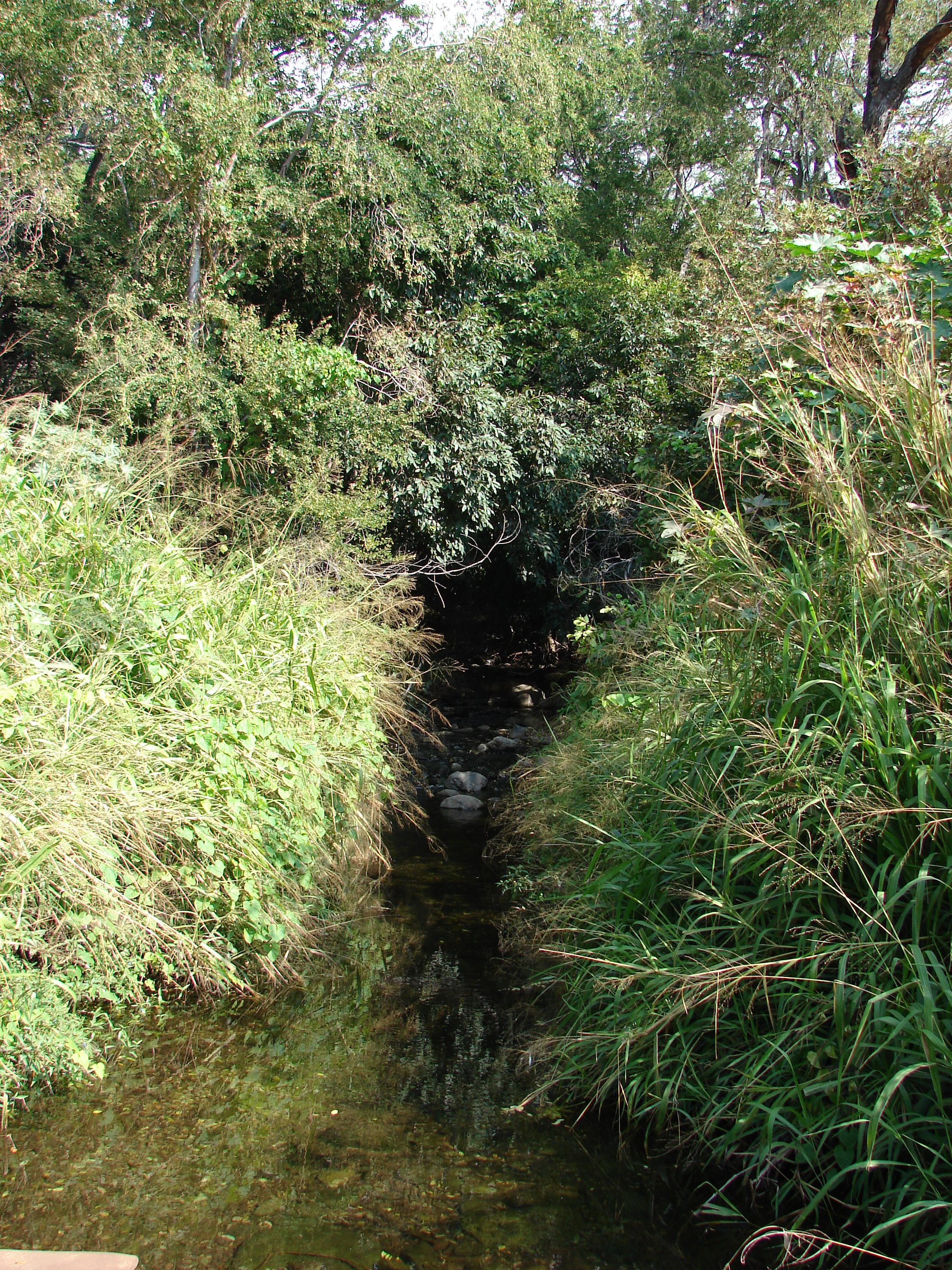
En su hábitat

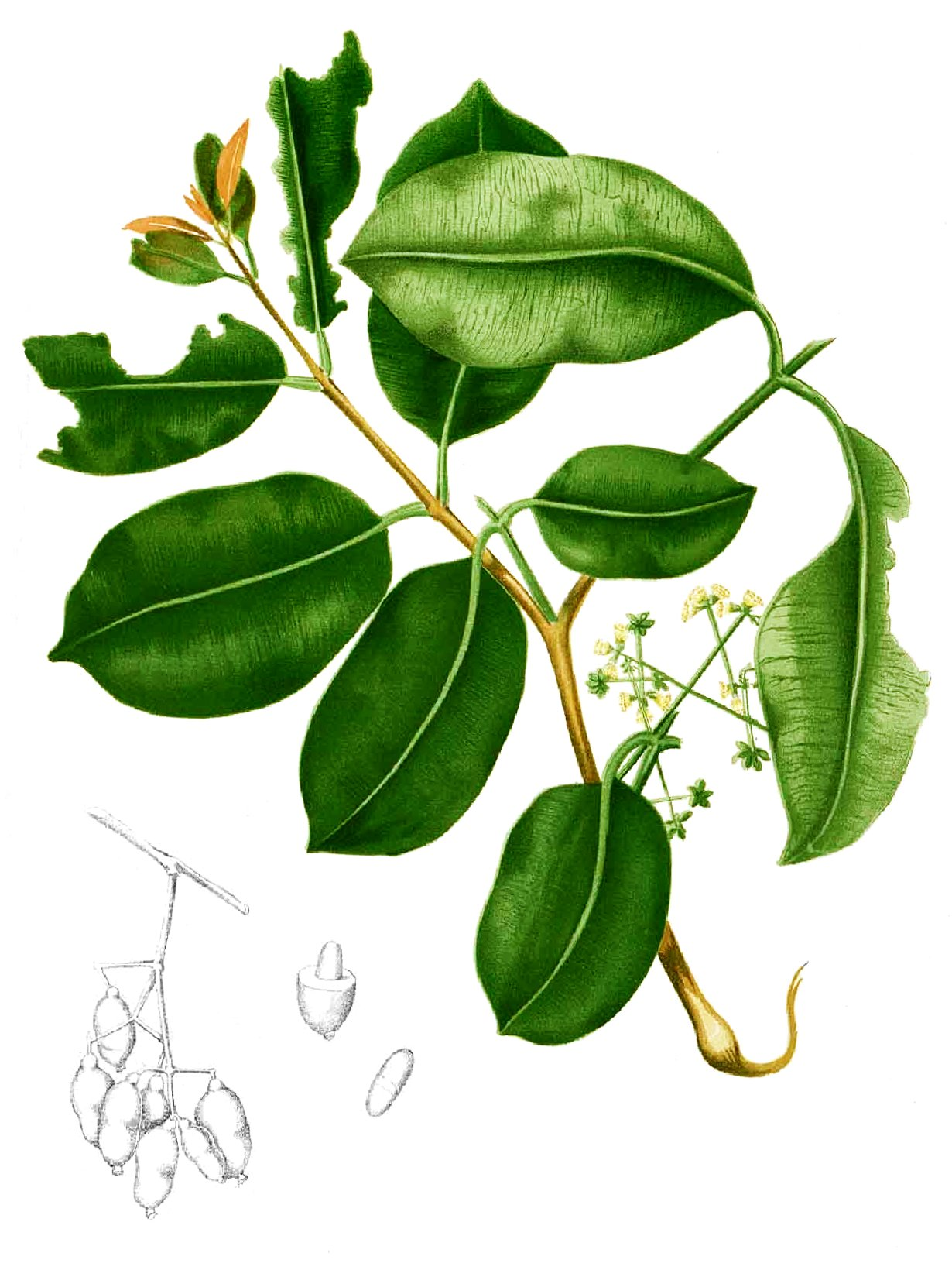
Ilustración

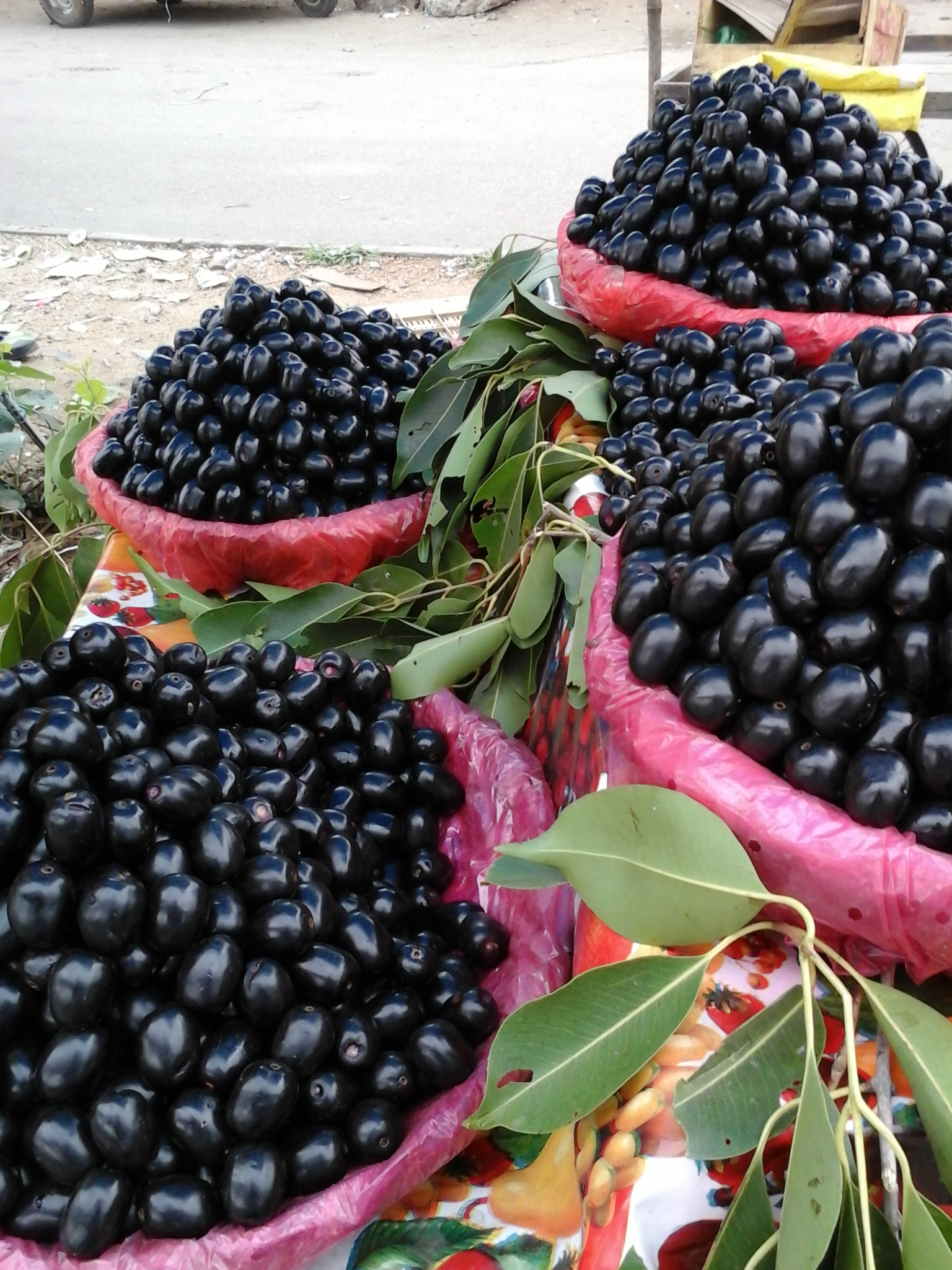
Frutos

## Descripción
Es un árbol que alcanza los 10 m de altura, tronco con gruesa corteza. Las hojas son similares al melocotonero, tienen hasta 15 cm de longitud, son grandes, largas, estrechas y brillantes. Las flores son de color verde amarillento o blancas, agrupándose en racimos terminales. El fruto es una baya de color negro o rojizo con un sabor que se asemeja al albaricoque.

## Propiedades
- En los países de origen se hace una bebida alcohólica con su zumo.
- Las semillas son consideradas antidiabéticas.
- Los extractos de jambul tienen propiedades antibacterianas.
- Se usa en tratamiento del asma y bronquitis.

## Usos

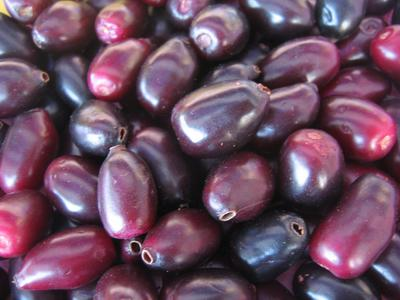
Frutos de jambul

La pulpa tiene un sabor amargo a dulce y tiene una propiedad astringente. Variedades adecuadas se pueden comer crudas o procesados como frutas. Se producen zumos de frutas, vinos, licores y vinagre.
La madera es un tanto difícil de secar, pero a continuación, se usa de forma permanente como madera de construcción.
De las hojas se obtiene un aceite esencial volátil para la producción de perfumes.
La corteza es utilizado debido a su tanino 8-19% para el bronceado. También proporciona un tinte de color marrón.
Syzygium cumini está en la región de Asia-Pacífico, y es una de las plantas más populares para la prevención y el tratamiento de la diabetes mellitus en la medicina tradicional. El uso médico se encuentra en las hojas y la corteza y principalmente frutos y semillas.
En Europa, Syzygium forma de la parte de los fármacos antidiabéticos de siglo XX más eficaces y se encontró ya en el cambio de siglo en los libros de referencia de médicos y farmacéuticos. En Alemania, la planta es usada principalmente bajo su nombre popular "Jambulbaum" en aplicación homeopática conocida.
Las preparaciones de las semillas encuentran uso en el tratamiento adyuvante de la diabetes. Se llevaron a cabo estudios en animales con los extractos, pero todavía carece de estudios clínicos de acuerdo con criterios modernos.

## Taxonomía
Syzygium cumini fue descrita por (L.) Skeels y publicado en U.S. Department of Agriculture Bureau of Plant Industry Bulletin 248: 25. 1912.
Etimología
Syzygium: nombre genérico que deriva del griego: syzygos y significa "unido, reunido"
cumini: epíteto
Sinonimia
- Myrtus cumini L. (1753). basónimo
- Calyptranthes cumini (L.) Pers. (1806).
- Eugenia cumini (L.) Druce (1913 publ. 1914).
- Jambolifera coromandelica Houtt. (1774).
- Jambolifera pedunculata Houtt. (1774).
- Eugenia caryophyllifolia Lam. (1789).
- Eugenia jambolana Lam. (1789).
- Calyptranthes caryophyllifolia Willd. (1796).
- Calyptranthes jambolana (Lam.) Willd. (1796).
- Calyptranthes cuminodora Stokes (1812).
- Calyptranthes jambolifera Stokes (1812).
- Caryophyllus corticosus Stokes (1812).
- Caryophyllus jambos Stokes (1812).
- Eugenia obovata Poir. in J.B.A.P.M.de Lamarck (1813)
- Jambolifera chinensis Spreng. (1825)
- Myrtus corticosa Spreng. (1825)
- Myrtus obovata (Poir.) Spreng. (1825).
- Syzygium caryophyllifolium (Lam.) DC. (1828)
- Syzygium jambolanum (Lam.) DC. (1828)
- Syzygium obovatum (Poir.) DC. (1828)
- Calyptranthes capitellata Buch.-Ham. ex Wall. (1831), nom. nud.
- Eugenia obtusifolia Roxb. (1832)
- Eugenia calyptrata Roxb. ex Wight & Arn. (1834)
- Eugenia jambolifera Roxb. ex Wight & Arn. (1834)
- Syzygium obtusifolium (Roxb.) Kostel. (1835)
- Eugenia jambolana var. caryophyllifolia (Lam.) Duthie in J.D.Hooker (1879)
- Eugenia jambolana var. obtusifolia Duthie in J.D.Hooker (1879).
- Eugenia tsoi Merr. & Chun (1935).
- Calyptranthes oneillii Lundell (1937).[14][15]